# Edotia lyonsi
Edotia lyonsi là một loài chân đều trong họ Idoteidae. Loài này được Menzies & Kruczynski miêu tả khoa học năm 1983.